# Cell Research
Cell Research è una rivista scientifica mensile sottoposta a revisione paritaria, che tratta di biologia cellulare. È pubblicata dalla Nature Research per conto degli Shanghai Institutes for Biological Sciences (Accademia cinese delle scienze) ed è affiliata alla Società cinese di biologia cellulare.
È stata fondata nel 1990.
Il caporedattore è Gang Pei (Shanghai Institutes for Biological Sciences) e il vicecaporedattore è Dangsheng Li (Shanghai Institutes for Biological Sciences).

## Indicizzazione
Gli abstract e gli articoli sono indicizzati da:
- Index Medicus/MEDLINE/PubMed
- Science Citation Index
- Current Contents/Life Sciences
- Chemical Abstracts
- BIOSIS Previews
- VINITI Database RAS.

Secondo il Journal Citation Reports, nel 2021 Cell Research ha ricevuto un fattore di impatto pari a 46,297.